# Домица
Домица, Ба́радла-До́мица, А́гтелек (словац. Domica, Baradla-Domica, Aggtelek) — одна из крупнейших пещер Словакии. Часть пещерной системы Барадла-Домица (протяжённость ходов 23,9 км, глубина — 116 м), расположенной на границе с Венгрией. Протяжённость словацкой части 5.3км, из которых 1600 м оборудованы для посещения туристами.
Расположена в Словацком Красе (Аггтелеке) по дороге из Будапешта в Кошице. Вход в систему со стороны Словакии называется Домица (расположен у деревни Кечово, район Рожнява), со стороны Венгрии называется Барадла (по-слав. — дымящееся место, расположен у деревни Аггтелек).
Пещера преимущественно горизонтальная. Она представляет собой целый лабиринт соединённых между собой гротов, разломов, ходов; некоторые доступны с трудом или вовсе недоступны, когда вода в подземных водотоках (Стикс и Ахерон) поднимается. Различаются две пещеры: старая и примыкающая к ней новая. Из них первая служила для окрестных жителей местом убежища; вторая открыта только в 1825 году Эммерихом Бассом, а её дальние ходы естествоиспытателем Адольфом Шмидлем в 1856 г.
В старой пещере замечательны по красоте: лисья яма с крепостью, собор, пещера летучих мышей, башня Стефана, малый храм, рай с величественными развалинами Пальмиры, к которому вход из чистилища, танцевальная зала, цветник, грот палатина, большая зала, за которой пещера, открывая на 190 м картину страшного разрушения от бушующих вод, кончается Железными Воротами. Тут начинается новая пещера, представляющая сначала пустой свод в 760 м длины, за пределами которого покоится так называемая троица. Отсюда развертываются великолепные сталактитовые строения. За Олимпом следуют железный замок, чертог фей, пагода и множество замечательных сталактитов.
Пещера богата остатками костей первобытных животных, встречаются следы древнейшего человеческого поселения этой местности.